# Bālef Kolā-ye Sharqī
Bālef Kolā-ye Sharqī (persiska: بالف كلای شرقی) är en ort i Iran.   Den ligger i provinsen Mazandaran, i den norra delen av landet, 140 km nordost om huvudstaden Teheran. Bālef Kolā-ye Sharqī ligger 108 meter över havet och antalet invånare är 342.
Terrängen runt Bālef Kolā-ye Sharqī är kuperad söderut, men norrut är den platt. Runt Bālef Kolā-ye Sharqī är det ganska glesbefolkat, med 34 invånare per kvadratkilometer. Närmaste större samhälle är Shīr Savār, 17,5 km nordväst om Bālef Kolā-ye Sharqī. I omgivningarna runt Bālef Kolā-ye Sharqī växer i huvudsak blandskog.